# فرودگاه کارنی (آریزونا)
فرودگاه کارنی (آریزونا) (به انگلیسی: Kearny Airport (Arizona)) یک فرودگاه همگانی است که یک باند فرود بتن دارد و طول باند آن ۱۰۳۶ متر است. این فرودگاه در شهر کارنی، آریزونا کشور ایالات متحده آمریکا قرار دارد و در ارتفاع ۵۵۹ متری از سطح دریا واقع شده است.